# اورخان غازی (شهر)
اورخان غازی (به ترکی استانبولی: Orhangazi) شهری است در کشور ترکیه که در استان بورسا واقع شده‌است. جمعیت این شهر بر اساس سرشماری سال ۲۰۰۸ میلادی ۵۴٬۳۳۳ نفر و بر اساس برآوردهای سال ۲۰۰۹ میلادی ۵۵٬۴۷۷ نفر می‌باشد.